# 美達雷斯足球會
利耶帕亞美達雷斯足球會是一家位於拉脫維亞利耶帕亞的足球會，已於2013年解散。
球队名称中的「梅塔卢格斯」意为「冶金工人」，来源于利耶帕亚冶金厂。

## 歷史
俱乐部正式成立于1997年，其前身是1945年成立的利耶帕亚道加瓦（Daugava Liepāja）和利耶帕亚迪纳摩（Dinamo Liepāja）。
2005年，美達雷斯奪得拉脫維亞超級足球聯賽冠軍，成為首支打破連續14年對聯賽冠軍的壟斷的球隊。
2013年，由于赞助商利耶帕亚冶金厂破产，俱乐部解散。

## 球隊榮譽
- 拉脫維亞超級足球聯賽
  - 冠軍：2005、2009
  - 亞軍：1998、1999、2003、2004、2006、2007、2008、2011
- 拉脫維亞盃
  - 冠軍：1946、1947、1948、1953、1954、1955、1963、1964、2006
- 波羅的海聯賽
  - 冠軍：2007
- 拉脱维亚苏维埃社会主义共和国足球锦标赛
  - 冠軍：1946、1947、1949、1951、1953、1954、1956、1957、1958

## 歐戰紀錄
| 球季    | 賽事           | 圈數         | 對手             | 主場 | 客場 | 合計     |
| ------- | -------------- | ------------ | ---------------- | ---- | ---- | -------- |
| 1998–99 | 歐洲盃賽冠軍盃 | 外圍賽       | 冰岛             | 4–2  | 0–1  | 4–3      |
| 1998–99 | 歐洲盃賽冠軍盃 | 第一圈       | 布拉加           | 0–0  | 0–4  | 0–4      |
| 1999–00 | 歐洲足協盃     | 外圍賽       | 列治普斯納       | 3–2  | 1–3  | 4–5      |
| 2001    | 圖圖盃         | 第一圈       | 爱尔兰           | 1–0  | 2–1  | 3–1      |
| 2001    | 圖圖盃         | 第二圈       | 海倫芬           | 3–2  | 1–6  | 4–8      |
| 2000–01 | 歐洲足協盃     | 外圍賽       | 白蘭恩           | 1–1  | 0–1  | 1–2      |
| 2002–03 | 歐洲足協盃     | 外圍賽       | 卡爾頓           | 0–2  | 2–4  | 2–6      |
| 2003–04 | 歐洲足協盃     | 外圍賽       | 布加勒斯特戴拿模 | 1–1  | 2–5  | 3–6      |
| 2004–05 | 歐洲足協盃     | 外圍賽第一圈 | B36拖錫雲        | 8–1  | 3–1  | 11–2     |
| 2004–05 | 歐洲足協盃     | 外圍賽第二圈 | 奧斯達           | 1–1  | 2–2  | 3–3（a） |
| 2004–05 | 歐洲足協盃     | 第一圈       | 史浩克零四       | 0–4  | 1–5  | 1–9      |
| 2005–06 | 歐洲足協盃     | 外圍賽第一圈 | NSI魯納維克      | 3–0  | 3–0  | 6–0      |
| 2005–06 | 歐洲足協盃     | 外圍賽第二圈 | 亨克             | 2–3  | 0–3  | 2–6      |
| 2006–07 | 歐洲聯賽冠軍盃 | 外圍賽第一圈 | 阿克圖比         | 1–0  | 1–1  | 2–1      |
| 2006–07 | 歐洲聯賽冠軍盃 | 外圍賽第二圈 | 基輔戴拿模       | 1–4  | 0–4  | 1–8      |
| 2007–08 | 歐洲足協盃     | 外圍賽第一圈 | 白俄罗斯         | 1–1  | 2–1  | 3–2      |
| 2007–08 | 歐洲足協盃     | 外圍賽第二圈 | 瑞典             | 3–2  | 0–2  | 3–4      |
| 2008–09 | 歐洲足協盃     | 外圍賽第一圈 | 格倫杜蘭         | 2–0  | 1–1  | 3–1      |
| 2008–09 | 歐洲足協盃     | 外圍賽第二圈 | 羅馬尼亞         | 0–2  | 1–3  | 1–5      |
| 2009–10 | 歐霸盃         | 外圍賽第二圈 | 第比利斯戴拿模   | 2–1  | 1–3  | 3–4      |

## 聯賽紀錄
- 1997年 - 第 5 名
- 1998年 - 第 2 名
- 1999年 - 第 2 名
- 2000年 - 第 3 名
- 2001年 - 第 3 名
- 2002年 - 第 3 名
- 2003年 - 第 2 名
- 2004年 - 第 2 名
- 2005年 - 第 1 名
- 2006年 - 第 2 名
- 2007年 - 第 2 名
- 2008年 - 第 2 名
- 2009年 - 第 1 名

## 外部連結
- 官方網站 （英文） （拉脱维亚文） （俄文）